# ホワット・アバウト・ナウ
『ホワット・アバウト・ナウ』（What About Now）は、アメリカ合衆国のロックバンド、ボン・ジョヴィ12枚目のスタジオ・アルバム。2013年3月13日発売。日本での発売・販売元はユニバーサルミュージック。

## 解説
前作『ザ・サークル』からおよそ3年ぶりとなるスタジオ・アルバム。先行シングル「ビコーズ・ウィー・キャン」は同年1月7日に全世界で音楽配信された（日本では2月20日にCDシングルも発売された）。
ディスクジャケットは、中国人アーティストのリウ・ボーリン (Liu Bolin) とイラストレーターのアレックス・ハルディ (Alex Haldi) のコラボレーションによるカモフラージュ・アートで、背景の絵と同じペイント＆メイクを施されたメンバーが立っている。また、無料のスマートフォン専用アプリが公開され、バンドの最新情報がいち早く公開されるほか、AR技術でアルバムやシングルのジャケットをかざすことでアートワークが立体的に浮かび上がり、ここでしか公開されていない写真や映像コンテンツも楽しめる内容になっている。
初回限定生産盤は、“日本独自企画”としてストーリー仕立ての「ビコーズ・ウィー・キャン」ミュージック・ビデオ4本にライヴ映像を加えたDVD付となっており、SHM-CD仕様での発売となった。

## 収録曲

### CD
| #   | タイトル                                                                          | 作詞・作曲                                                         | 時間 |
| --- | --------------------------------------------------------------------------------- | ------------------------------------------------------------------ | ---- |
| 1.  | 「ビコーズ・ウィー・キャン」(Because We Can)                                      | ジョン・ボン・ジョヴィ、リッチー・サンボラ、ビリー・ファルコン     | 4:00 |
| 2.  | 「アイム・ウィズ・ユー」(I'm With You)                                            | ジョン・ボン・ジョヴィ、ジョン・シャンクス                         | 3:44 |
| 3.  | 「ホワット・アバウト・ナウ」(What About Now)                                      | ジョン・ボン・ジョヴィ、ジョン・シャンクス                         | 3:45 |
| 4.  | 「ピクチャーズ・オブ・ユー」(Pictures Of You)                                     | ジョン・ボン・ジョヴィ、リッチー・サンボラ、ジョン・シャンクス     | 3:58 |
| 5.  | 「エイメン」(Amen)                                                                | ジョン・ボン・ジョヴィ、ビリー・ファルコン                         | 4:13 |
| 6.  | 「ザッツ・ホワット・ザ・ウォーター・メイド・ミー」(That's What The Water Made Me) | ジョン・ボン・ジョヴィ、ビリー・ファルコン                         | 4:26 |
| 7.  | 「ホワッツ・レフト・オブ・ミー」(What's Left Of Me)                               | ジョン・ボン・ジョヴィ、リッチー・サンボラ、ビリー・ファルコン     | 4:35 |
| 8.  | 「アーミー・オブ・ワン」(Army Of One)                                             | ジョン・ボン・ジョヴィ、リッチー・サンボラ、デズモンド・チャイルド | 4:35 |
| 9.  | 「シック・アズ・シーヴス」(Thick As Thieves)                                      | ジョン・ボン・ジョヴィ、リッチー・サンボラ、ジョン・シャンクス     | 4:58 |
| 10. | 「ビューティフル・ワールド」(Beautiful World)                                     | ジョン・ボン・ジョヴィ、ビリー・ファルコン                         | 3:49 |
| 11. | 「ルーム・アット・ジ・エンド・オブ・ザ・ワールド」(Room At The End Of The World)  | ジョン・ボン・ジョヴィ、ジョン・シャンクス                         | 5:03 |
| 12. | 「ザ・ファイター」(The Fighter)                                                   | ジョン・ボン・ジョヴィ                                             | 4:37 |

| #   | タイトル                                                                     | 作詞・作曲                                 | アーティスト                           | 時間 |
| --- | ---------------------------------------------------------------------------- | ------------------------------------------ | -------------------------------------- | ---- |
| 13. | 「ウィズ・ジーズ・トゥー・ハンズ」(With These Two Hands)                     | ジョン・ボン・ジョヴィ、ビリー・ファルコン |                                        | 3:58 |
| 14. | 「イントゥ・ジ・エコー」(Into The Echo)                                      | ジョン・ボン・ジョヴィ、ビリー・ファルコン |                                        | 5:04 |
| 15. | 「ノット・ランニング・エニーモア」(Not Running Anymore)                      | ジョン・ボン・ジョヴィ                     | ジョン・ボン・ジョヴィ（Jon Bon Jovi） | 4:44 |
| 16. | 「オールド・ハビッツ・ダイ・ハード」(Old Habits Die Hard)                    | ジョン・ボン・ジョヴィ                     | ジョン・ボン・ジョヴィ（Jon Bon Jovi） | 3:34 |
| 17. | 「エヴリ・ロード・リーズ・ホーム・トゥ・ユー」(Every Road Leads Home To You) | リッチー・サンボラ、ルーク・エヴィン       | リッチー・サンボラ（Richie Sambora）   | 4:41 |

### DVD （デラックス・エディション）
| #  | タイトル                                                                                            | 作詞 | 作曲・編曲 |
| -- | --------------------------------------------------------------------------------------------------- | ---- | ---------- |
| 1. | 「ビコーズ・ウィー・キャン - ミュージック・ビデオ」(Because We Can - Music Video)                   |      |            |
| 2. | 「ビコーズ・ウィー・キャン - ザ・ボクサー: アクト1」(Because We Can - The Boxer: Act 1)             |      |            |
| 3. | 「ビコーズ・ウィー・キャン - アストリッド: アクト2」(Because We Can - Astrid: Act 2)                |      |            |
| 4. | 「ビコーズ・ウィー・キャン - ザ・ビギニング: エピローグ」(Because We Can - The Beginning: Epilogue) |      |            |
| 5. | 「ビコーズ・ウィー・キャン - ビハインド・ザ・シーンズ」(Because We Can - Behind The Scenes)         |      |            |
| 6. | 「イッツ・マイ・ライフ - ライヴ」(It's My Life - Live)                                              |      |            |
| 7. | 「ロスト・ハイウェイ - ライヴ」(Lost Highway - Live)                                                |      |            |

## タイアップ
アーミー・オブ・ワン（Army Of One）
ディスカバリーチャンネル『ノース・アメリカ』テーマソング。
ノット・ランニング・エニーモア（Not Running Anymore）
映画『ミッドナイト・ガイズ』（STAND UP GUYS）主題歌。
オールド・ハビッツ・ダイ・ハード（Old Habits Die Hard）
映画『ミッドナイト・ガイズ』（STAND UP GUYS）劇中歌。